# Pataca (Portugiesisch-Timor)

Erster Pataca-Geldschein von Portugiesisch-Timor (1910)

Rückseite

Der bzw. die Pataca war die Währung in der Kolonie Portugiesisch-Timor zwischen 1894 und 1959. Er war in 100 Avos unterteilt. Der timoresische Pataca war gleichwertig mit dem Pataca Macaus, dessen Münzen und Geldscheine auch in Portugiesisch-Timor im Umlauf waren. Es gab sie in Werten von fünf bis 20 Avos und ein bis 100 Patacas.
1912 wurden auch eigene Banknoten von der Banco Nacional Ultramarino (BNU) in Portugiesisch-Timor ausgegeben. Dies waren 10.000 Ein-Pataca-Noten und 2.500 25-Pataca-Noten, beides Geldscheine aus Macau mit dem zusätzlichen Aufdruck „Pagavel em Timor“. Da diese Geldscheine noch aus dem Jahr 1906 stammten, zeigten sie noch das royale Wappen mit einer Krone. 1932 und 1945 wurden Fünf-Pataca-Geldscheine ausgegeben. Neben dem Pataca war der niederländische Gulden weiter im Gebrauch bis zum 4. Mai 1918, als der Pataca offiziell zur einzigen anerkannten Währung in der Kolonie wurde. Im Gebrauch waren weiterhin auch mexikanische und Münzen aus Macau, doch als es in Macau zu einer Silber- und damit zu einer Münzknappheit kam, führte die BNU ab dem 2. Januar 1920 eigene Banknoten ein.
1945 folgten schließlich auch eigene Münzen zu 10, 20 und 50 Avos. Die Größe der Münzen entsprachen den damaligen portugiesischen zu 20 Centavos und einem und zweieinhalb Escudos. Hier spiegelte sich der festgelegte Wechselkurs von eins zu fünf wider. Als 1959 der Escudo in Portugiesisch-Timor eingeführt wurde, wurde der Wechselkurs allerdings auf ein Pataca gleich 5,6 Escudos festgesetzt.
Während der japanischen Besatzung im Zweiten Weltkrieg 1942 bis 1945 führten die Japaner eigenes Papiergeld ein.

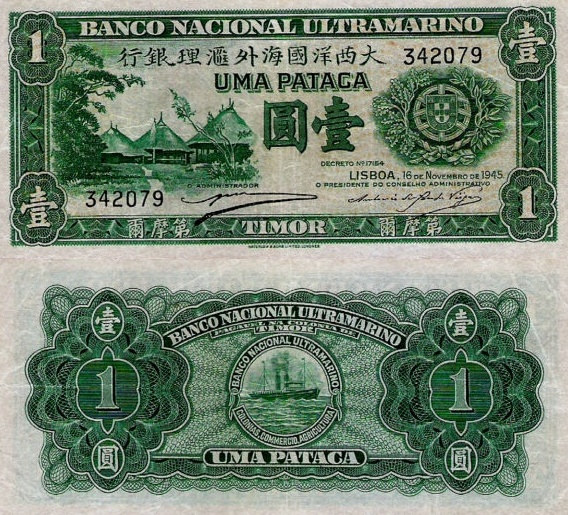
1-Pataca-Banknote (1945)
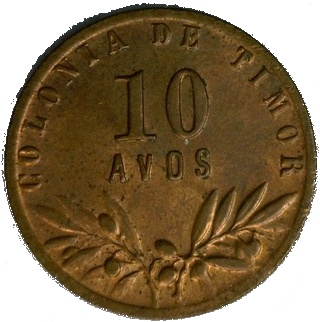
10-Avos-Münze, Portugiesisch-Timor (1951)